# Kontinentalphilosophie
Kontinentalphilosophie (englisch continental philosophy) ist ein vor allem in der englischsprachigen Philosophie gebräuchlicher Sammelbegriff für verschiedene Strömungen der in Kontinentaleuropa (insbesondere Deutschland und Frankreich) betriebenen Philosophie, denen gemein ist, dass sie in empirisch und logisch-analytisch geprägten Schulen, wie sie lange Zeit im angelsächsischen Raum vorherrschten, kaum Anklang gefunden haben. Teils werden auch andere Unterscheidungskriterien, etwa methodischer, inhaltlicher oder institutioneller Art, vorgeschlagen.
Kontinentalphilosophie umfasst ein weites Spektrum sehr unterschiedlicher philosophischer Schulen. Dazu zählen der deutsche Neohegelianismus, die Phänomenologie, die Hermeneutik, die Werke Schopenhauers, Nietzsches und Kierkegaards, verschiedene Spielarten des Marxismus, die Kritische Theorie, die Psychoanalyse, die französische Existenzphilosophie, Strukturalismus, Dekonstruktion und Poststrukturalismus sowie der Feminismus französischer Prägung. Viele dieser kontinentalen Denker oder Schulen werden aus Sicht einiger dezidiert analytischer Philosophen kritisch beurteilt, etwa, weil die vertretenen Positionen unklar und unpräzise dargestellt, nicht überprüfbar oder unplausibel seien. In derartigen Beurteilungen wird der Ausdruck Kontinentalphilosophie oft pejorativ verwendet.

## Problem der Eingrenzung
In den letzten Jahrzehnten wird eine Grenzziehung zwischen „analytischer“ und „kontinentaler“ Tradition, Schulbildung oder Methode von verschiedenen Seiten aus unterschiedlichen Motiven und Gründen problematisiert.
So werden beispielsweise Positionen, die sich klar „kontinentalen“ Denkern zuschreiben lassen, in explizitem Anschluss an diese Denker von analytisch geschulten Philosophen rekonstruiert, ausgearbeitet oder verteidigt. Umgekehrt finden „kontinentalen“ Schulen entstammende Philosophen Positionen interessant, die von ursprünglich „analytischen“ Kontexten entstammenden Theoretikern entwickelt werden. Beispiele hierfür finden sich etwa in der Exegese der genannten Klassiker oder in Debatten um Selbstbewusstsein, Intentionalität und phänomenologische Themen überhaupt, Idealismus oder feministische Theorien. Einer der Faktoren, die dies begünstigen, kann darin gesehen werden, dass viele anfänglich weitgehend maßgeblichen Vorannahmen und methodische Vorgaben „analytischer“ Philosophen, wie etwa eine empiristische, metaphysikkritische oder sprachanalytische Orientierung spätestens seit den 1960er Jahren um die unterschiedlichsten Alternativen bereichert wurden. Schon von Beginn an waren außerdem mehrere in analytischer Methodik geschulte und mit analytischen Debatten vertraute oder dort diskutierte Philosophen interessiert an „kontinentalen“ Traditionen. Auch viele Autoren wie Gottfried Wilhelm Leibniz, Bernard Bolzano oder Franz Brentano, später beispielsweise Ludwig Wittgenstein oder William James und andere Pragmatisten, wurden sowohl für viele „analytische“ wie viele „kontinentale“ Philosophen wichtig.
Viele Theoretiker und Philosophiegeschichtler schlagen trotz solcher Tendenzen vor, an der Unterscheidung festzuhalten. Dabei wird beispielsweise hin und wieder betont, dass „analytische“ Philosophen sich eher an Sachfragen und Argumenten orientierten als an bestimmten Klassikern. Andererseits wird bisweilen ins Feld geführt, dass jeweils unterschiedliche Leitfiguren orientierend seien oder der Unterschied an methodischen Vorgehensweisen festgemacht wird, deren Charakterisierung gleichfalls strittig ist. Typische Stereotype schreiben „analytischen“ Philosophen beispielsweise stärkeres Interesse an theoretischen Präzisierungen eng eingegrenzter Fragen als an geschichtlichen, kulturellen oder politischen Bedingungen zu, „kontinentalen“ Philosophen dagegen letzteres.